# Halothiobacillus
Genre
Espèces de rang inférieur
- Halothiobacillus halophilus
- Halothiobacillus hydrothermalis
- Halothiobacillus kellyi
- Halothiobacillus neapolitanus

Halothiobacillus est un genre de bactéries halophiles aérobies obligatoires à Gram négatif de l'ordre des Chromatiales. Il s'agit de bactéries pourpres sulfureuses.
Contrairement aux autres bactéries de cet ordre, celles du genre Halothiobacillus ne sont pas capable de photosynthèse. Elles sont chimiolithotropes (en), c'est-à-dire qu'elles tirent leur énergie métabolique par l'oxydation en sulfates SO42– de composés inorganiques soufrés tels que le thiosulfate S2O32–, le soufre, l'ion sulfure S2– et le sulfure d'hydrogène H2S. L'oxygène O2 joue le rôle d'accepteur ultime d'électrons, tandis que le dioxyde de carbone CO2 est la source d'atomes de carbone.